# Peter Pan et Wendy
Pour les articles homonymes, voir Peter Pan (homonymie).
Ne doit pas être confondu avec Peter et Wendy.
Pour plus de détails, voir Fiche technique et Distribution.
Peter Pan et Wendy (Peter Pan & Wendy) est un film américain réalisé par David Lowery et sorti en 2023. Il est diffusé en exclusivité sur la plateforme Disney+. Il s'agit à la fois d'une adaptation cinématographique du roman Peter et Wendy de J. M. Barrie et d'un remake en prise de vues réelles du film d'animation Peter Pan sorti en 1953.
Le film s'inscrit dans une volonté de Walt Disney Pictures d'adapter en films en prise de vues réelles ses films d'animation dits « classiques », à l'instar du Livre de la jungle (2016), Aladdin (2019), Dumbo (2019) ou encore La Belle et le Clochard (2019). Le réalisateur David Lowery avait déjà réalisé Peter et Elliott le dragon (2016), remake de Peter et Elliott le dragon (1977).
Wendy Darling (Ever Anderson), une jeune fille londonienne, s'apprête à quitter la maison familiale et ses deux petits frères, Jean et Michel. Elle est sur le point, sur l'avis de ses parents, d'entrer à l'internat. Une nuit, elle reçoit la visite de la Fée Clochette et Peter Pan. Elle décide de suivre le héros de ses histoires d'enfant, qui lui propose de l'emmener au Pays Imaginaire, où elle ne pourra jamais grandir et ne sera pas obligée d'aller à l'internat. Accompagnée de Jean et Michel, Wendy, Peter et Clochette s'envolent alors vers cette mystérieuse contrée. Toutefois, arrivés sur place, ils devront faire face au capitaine Crochet, l'ennemi juré du jeune Peter.

## Synopsis
Dans le Londres édouardien, Wendy Darling passe sa dernière nuit à la maison avec ses parents, George et Mary, et ses deux jeunes frères, Jean et Michel. Demain, elle intègrera un internat. Wendy est mécontente de son départ et dit à sa mère qu'elle ne veut pas grandir. Plus tard dans la nuit, Peter Pan apparaît chez les Darlings pour récupérer son ombre mais en entendant le désir de Wendy de ne pas grandir, il lui propose de venir avec lui au Pays Imaginaire où elle ne pourra jamais grandir. Avec l'aide de la fée Clochette, amie de Peter, et de sa poussière de fée, Wendy, Jean et Michel s'envolent tous vers le Pays Imaginaire.
À leur arrivée, ils sont attaqués par un navire de pirates, dirigé par le redoutable capitaine Crochet, qui veut se venger de Peter pour lui avoir coupé la main droite et l'avoir donnée à manger à un crocodile. Crochet et son second, M. Mouche, leur tirent dessus avec un canon, les faisant tomber du ciel, et Wendy se sépare de Peter et de ses frères. Elle rencontre plus tard Lili la Tigresse et les Garçons Perdus, et voit les pirates capturer Jean et Michel. Crochet et son équipage les emmènent au Rocher du Crâne, et les enchaînent à un rocher pour les noyer par la marée montante, mais Peter débarque sous un costume de pirate et engage un combat avec le capitaine, tandis que Wendy, Lili la Tigresse et les Garçons Perdus sauvent Jean et Michel. Crochet et les pirates sont finalement chassés par le crocodile. Peter est fier de sa victoire, mais Wendy le gronde pour avoir été téméraire et être égocentrique. Les Garçons Perdus lui disent qu'il a une histoire compliquée avec le capitaine Crochet.
S'étant retirés dans le repère de Peter, Wendy chante une berceuse aux Garçons Perdus et révèle ainsi accidentellement leur emplacement à Crochet et à son équipage. Wendy apprend de Peter que le capitaine Crochet était autrefois le premier Garçon Perdu et son meilleur ami connu sous le nom de James, jusqu'à ce qu'il quitte le Pays Imaginaire, grandisse et finisse par devenir un pirate. Arrivés dans le repère, l’équipage de Crochet capture les Garçons Perdus et les enfants Darling, tandis que le capitaine attaque Peter. Celui-ci finit par faire une chute qui semble mortelle.
Une fois de retour sur son navire, Crochet interroge Wendy sur la berceuse qu'elle a chanté car elle lui parait familière et celle-ci lui répond qu'elle lui vient de sa mère. Wendy lui demande ce qu’il lui est arrivé et Crochet lui révèle que ce n’est pas lui qui a décidé de partir mais que c’est Peter qui l’a banni du Pays Imaginaire pour avoir voulu retrouver sa mère. Ensuite, il s'est perdu en mer et a été secouru par M. Mouche et les pirates, qui vont l'élever jusqu’à ce qu'il devienne finalement leur capitaine. Quand il est retourné au Pays Imaginaire, Peter n'a pas pu accepter à quel point il avait changé, et les deux sont devenus des ennemis.
Lili la Tigresse retrouve Peter, qui a en fait survécu, et le soigne. Crochet fait subir à Wendy le supplice de la planche en échange d’épargner ses frères et les Garçons Perdus, mais elle s'envole à la dernière minute grâce à la poussière de fée de Clochette et la pensée heureuse de vouloir grandir. Clochette répand ensuite la poussière de fée à travers le navire pour le faire voler, permettant aux Garçons Perdus de se libérer et de combattre les pirates. Peter arrive pour affronter Crochet et, après un long duel, s'excuse finalement auprès de lui d'avoir été un mauvais ami. Lorsque Wendy renverse le navire sur le dos, ce qui fait tomber les pirates, Peter tente de sauver Crochet, l'encourageant à voler, mais sans pensées heureuses, il tombe dans la mer. Par la suite, les Garçons Perdus décident qu'ils veulent tous une vraie maison, alors ils retournent à Londres sur le bateau avec Wendy, Jean et Michel.
En arrivant à la maison, Wendy présente les Garçons Perdus à ses parents, puis parle à Peter sur le toit de leur maison. Peter révèle que la maison des Darlings était son ancienne maison, jusqu'à ce qu'un jour il s'enfuie et ne revienne jamais. Wendy lui suggère de rester, disant que grandir pourrait être sa plus grande aventure, mais Peter pense qu'il n'est pas prêt. Il fait ses adieux à Wendy et aux Garçons Perdus, et retourne au Pays Imaginaire avec Clochette.
De retour au Pays Imaginaire, Crochet et Mouche se révèlent tous deux avoir survécu à la chute. Crochet lève les yeux vers le ciel et voit Peter revenir sur le navire, ce qui le fait sourire joyeusement.

## Fiche technique
Sauf indication contraire, les informations mentionnées dans cette section peuvent être confirmées par la base de données cinématographiques IMDb,  présente dans la section « Liens externes ».
- Titre original : Peter & Wendy
- Titre français : Peter et Wendy
- Réalisation : David Lowery
- Scénario : Toby Halbrooks et David Lowery, d'après Peter et Wendy de J. M. Barrie et d'après le film d'animation Peter Pan
- Musique : Daniel Hart
- Direction artistique : Chris Beach et Cheryl Marion
- Décors : Jade Healy
- Costumes : Ngila Dickson
- Photographie : Bojan Bazelli
- Montage : Lisa Zeno Churgin
- Production : Joe Roth et James Whitaker

Producteur délégué : Adam Borba
- Société de production : Walt Disney Pictures
- Société de distribution : Disney+
- Budget : n/a
- Pays de production :  États-Unis
- Langue originale : anglais
- Format : couleur
- Genre : aventures, fantastique
- Durée : 109 minutes
- Date de sortie[1] :
  - Monde : 28 avril 2023 (sur Disney+)

## Distribution
- Alexander Molony (en) (VF : Oscar Douieb ; VQ : Aliocha Schneider) : Peter Pan[2]
- Ever Anderson (VF : Clara Quilichini) : Wendy Darling
- Jude Law (VF : Jean-Pierre Michaël ; VQ : Frédéric Desager) : le Capitaine Crochet (Captain James Hook en VO)
- Yara Shahidi (VF : Aurélie Konaté ; VQ : Élisabeth Gauthier Pelletier) : la Fée Clochette (Tinker Bell en VO)
- Jim Gaffigan (VF : Gérard Darier ; VQ : Benoît Brière) : Monsieur Mouche (Mr. Smee en VO)
- Joshua Pickering (VF : Noé Rouillard) : Jean Darling (John en VO)
- Jacobi Jupe (VF : Oscar Vaillancourt) : Michel Darling (Michael en VO)
- Alyssa Wapanatâhk (VF : Charlotte Bizjak) : Lily la tigresse (Tiger Lily en VO)
- Alan Tudyk (VF : Pierre Tessier ; VQ : Daniel Picard) : George Darling
- Molly Parker (VF : Léovanie Raud ; VQ : Véronique Claveau) : Mary Darling
- Florence Bensberg (VF : Lily-Rose Régnier) : Le Frisé
- Sebastian Billingsley-Rodriguez (VF : Léo Côté) : Nibs
- Noah Matthews Matofsky : Slightly
- Kelsey Yates : Jumeau n°1
- Skyler Yates : Jumeau n°2
- Caeland Edie : Tootles
- John DeSantis : Bill Jukes

## Production

### Genèse et développement
En avril 2016, il est révélé que Walt Disney Pictures développe un remake en prise de vues réelles de son « Classique d'animation Disney » Peter Pan sorti en 1953. David Lowery est ensuite engagé comme réalisateur et coscénariste avec Toby Halbrooks. Les deux hommes avaient déjà coécrit ensemble Peter et Elliott le dragon (2016), remake de Peter et Elliott le dragon (1977) (film mêlant animation et prises de vues réelles et donc non considéré comme un « Classique d'animation Disney »). James Whitaker est annoncé comme producteur.
En février 2018, James Whitaker révèle en interview que le script est au début de son développement. S'il décrit le film comme « une grande aventure passionnante », le producteur explique également qu'il sera dans un univers plutôt réaliste et non pas fantastique. En octobre 2018, David Lowery déclare qu'une quatrième version du scénario a été achevée et une cinquième est envisagée. Le cinéaste avoue que c'est un projet très personnel pour lui, grand fan du film Peter Pan sorti en 1953. Il ajoute qu'il veut faire une adaptation moderne évitant les stéréotypes notamment raciaux de l'époque du film original.
En décembre 2019, David Lowery annonce que lui et Toby Halbrooks ont finalisé une nouvelle version du script et qu'il est bientôt terminé
En janvier, le film est officiellement titré Peter Pan & Wendy. Joe Roth rejoint l'équipe de production du film.

### Attribution des rôles
En janvier 2020, The New Zealand Herald rapporte que Disney cherche un jeune acteur en Nouvelle-Zélande pour incarner Peter Pan. Alexander Molony et Ever Anderson sont confirmés dans les rôles de Peter Pan et Wendy Darling en mars 2020. En juillet 2020, Jude Law est annoncé en négociations pour tenir le rôle du Capitaine Crochet. Sa présence est officiellement confirmée en septembre de la même année, tout comme celle de Yara Shahidi dans le rôle de la Fée Clochette,.
En octobre 2020, l'actrice néo-zélandaise Alyssa Wapanatâhk est confirmée dans le rôle de Lily La Tigresse. En janvier 2021, Jim Gaffigan obtient le rôle de Monsieur Mouche. En mars 2021, Alan Tudyk, Molly Parker, Joshua Pickering ou encore Jacobi Jupe rejoignent eux aussi la distribution.

### Tournage
Le tournage devait initialement débuter en avril 2020,. Il est cependant reporté en raison de la pandémie de Covid-19,. Le tournage débute finalement le 16 mars 2021,,.
Les prises de vues ont principalement lieu à Vancouver. Des plans sont tournées aux environs de la péninsule de Bonavista dans la province de Terre-Neuve-et-Labrador en août 2021. La production se rend également sur les Îles Féroé. Des reshoots ont lieu à Vancouver du 2 au 8 février 2022.

## Sortie et accueil

### Dates de sortie
Le film est dès le départ prévu pour sortir sur Disney+, mais une sortie au cinéma est un temps annoncée en complément de la plateforme. Cependant, en décembre 2020, il est annoncé qu'en raison de la pandémie de Covid-19 la sortie se fera exclusivement sur Disney+, en 2023. Il sort ainsi dans le monde entier le 28 avril 2023.

### Critique
Sur l’agrégateur de critiques Rotten Tomatoes, il obtient 62% d'avis favorables pour 142 critiques et une note moyenne de 6,1⁄10. Le consensus suivant résume les critiques compilées par le site : «  ». Sur Metacritic, qui utilise une moyenne pondérée, le film obtient une note de 61⁄100 pour 33 critiques.
Sur le site AlloCiné, qui recense 8 critiques de presse, le film obtient la note moyenne de 2,4⁄5
.